# Rondeletia intermixta
Rondeletia intermixta är en måreväxtart som beskrevs av Nathaniel Lord Britton. Rondeletia intermixta ingår i släktet Rondeletia och familjen måreväxter.

## Underarter
Arten delas in i följande underarter:
- R. i. intermixta
- R. i. turquinensis